# Matrimonio igualitario en Indonesia
Indonesia no reconoce el matrimonio igualitario ni las uniones civiles entre parejas del mismo sexo. Las leyes matrimoniales prohíben los matrimonios entre personas del mismo sexo e impiden el registro de matrimonios válidos celebrados en el extranjero.

## Reconocimiento histórico de las relaciones entre personas del mismo sexo
Si bien no existen registros de matrimonios entre personas del mismo sexo tal como se entienden desde una perspectiva occidental que se hayan celebrado en culturas indonesias premodernas, sí hay evidencia de identidades y comportamientos que pueden ubicarse en el espectro LGBT. Un gemblak (en javanés: ꦒꦼꦩ꧀ꦧ꧀ꦭꦏ꧀, pronunciado [ɡ̊əmˈb̥lak]) es un joven javanés mantenido por un hombre mayor (warok, ꦮꦫꦺꦴꦏ꧀) durante un período de abstinencia sexual o durante un matrimonio heterosexual. El papel del gemblak está estrechamente vinculado a la danza Reog. Como las relaciones heterosexuales con mujeres se consideraban como una forma de "minar la fuerza del warok", se le permitía tener un niño pequeño, normalmente de entre 8 y 16 años, para que lo sirviera sexualmente y participara en la danza. El gemblak a veces vestía ropa de mujer, a menudo procedía de una familia rural pobre y también hacía las tareas domésticas para el warok, lo que le otorgaba a él y a su familia un gran prestigio social. Hoy en día, las autoridades religiosas musulmanas desaconsejan firmemente esta costumbre. Una estructura similar existía entre los minang, donde el hombre mayor (en minangkabau: induk jawi) tomaba a un adolescente (anak jawi) como pareja emocional y erótica. La relación incluía un aspecto claramente definido de confianza y ayuda mutuas, y continuaba hasta que uno de los hombres estuviera preparado para casarse. Entre los madureses, las relaciones eróticas y emocionales entre dos niños o adolescentes eran históricamente "comunes".
Los bugis reconocen cinco géneros separados y su cultura ha considerado tradicionalmente que el género existe en un espectro, incluso después de la conversión al Islam en el siglo XVII. Un bissu (en buginés: ᨅᨗᨔᨘ, pronunciado [ˈbisːu]) es una persona que "combina aspectos de todos los géneros para formar un todo", a menudo actuando como un chamán. En otras culturas, se consideraba que algunos individuos cumplían un rol de tercer género. Se los "consideraba la unión entre elementos masculinos y femeninos", una "unidad percibida como la condición armoniosa del mundo espiritual", y a menudo actuaban como chamanes o curanderos. Entre el pueblo ngaju, estos chamanes no conformes con el género son conocidos como basir, entre los toraya como burake tambolang, y entre los pamona como tadu mburake. "Fusionaban tanto hombres como mujeres en sus cuerpos, ya que simboliza el dualismo que representa la totalidad de la vida después de la muerte". En la sociedad iban, los manang bali "reciben instrucciones, a través de los sueños, de la deidad Menjaya Manang Raja para convertirse en chamanes. Deben obedecer o enfrentarse al dolor de la muerte o la locura. Como parte de la respuesta a su llamado espiritual, los individuos con cuerpo masculino adoptaron los modales, la vestimenta y el estilo de vida de las mujeres, incluso tomando parejas masculinas como esposos". Estos chamanes desempeñaron "papeles importantes en sus comunidades", siendo honrados y admirados, pero "esta tradición ha disminuido debido a los valores modernos y la educación traídos por el colonialismo".

## Trasfondo
El artículo 1 de la Ley Nº 1 de 1974 sobre el Matrimonio (en indonesio: Undang-undang Nº 1 Tahun 1994 Tentang Perkawinan) establece que el matrimonio es "un vínculo físico y espiritual entre un hombre y una mujer como marido y mujer, que tiene como finalidad establecer una familia feliz y duradera fundada en la creencia en Dios Todopoderoso". Además, el artículo 2 establece que un matrimonio sólo es lícito si se celebra de conformidad con las leyes de las religiones de las respectivas partes. Mientras tanto, los indonesios que han contraído matrimonios del mismo sexo en el extranjero no pueden registrar su matrimonio en Indonesia. Además, el artículo 34(1) de la Ley Nº 23 de 2006 sobre la Administración Civil obliga a informar de todos los matrimonios a las autoridades locales en un plazo de 60 días y establece que "el 'matrimonio' sólo puede celebrarse entre un hombre y una mujer". Las uniones civiles (en indonesio: persatuan sipil, pronunciado [pərsaˈtu.an ˈsipɪl]), que ofrecerían un subconjunto de los derechos y beneficios del matrimonio, tampoco están reconocidas en Indonesia.
La Constitución de Indonesia no aborda explícitamente el matrimonio entre personas del mismo sexo. El artículo 28B establece:

Toda persona tendrá derecho a formar una familia y a procrear sobre la base del matrimonio legal.

Tras la legalización del matrimonio entre personas del mismo sexo en los Estados Unidos en junio de 2015, los defensores, incluida la cantante Sherina Munaf, publicaron mensajes de celebración en las redes sociales y muchos destacaron sus fotos de perfil de Facebook con filtros de arcoíris. Esto provocó una reacción política y controversia, y el ministro de Asuntos Religiosos, Lukman Hakim Saifuddin, respondió que Indonesia "no podía aceptar" el matrimonio entre personas del mismo sexo. En un artículo para el blog Indonesia at Melbourne, Hendri Yulius escribió: "Bajo el Nuevo Orden de Suharto, todo lo que entrara en conflicto con la ideología del Estado se consideraba extranjero y una amenaza para los valores morales y la cultura de Indonesia. La generación actual vive con el legado de esta idea. Nos educaron para pensar que la cultura es fija, que las diferencias son amenazantes y ajenas, sin importar las múltiples interacciones entre culturas que ahora son posibles en un mundo globalizado. La era democrática también ha proporcionado más espacio para el fundamentalismo religioso, que fue fuertemente reprimido por el régimen militar. Las interpretaciones dogmáticas de la religión presentadas por los grupos fundamentalistas refuerzan esta idea de una cultura estática e inmutable".
En 2016, la policía impidió que se celebrara una ceremonia de matrimonio entre personas del mismo sexo en Wonosobo, Java Central, argumentando que "tal ceremonia violaba la ley y causaba malestar entre los residentes locales". En mayo de 2024, las imágenes compartidas en línea de una ceremonia de matrimonio doble en Wonosobo con ambos novios sentados uno al lado del otro fueron malinterpretadas como un matrimonio entre personas del mismo sexo. Las imágenes provocaron una "explosión" de retórica homófoba en las redes sociales a pesar de que la ceremonia consistía en que dos hermanas se casaran con sus parejas masculinas. Ese mismo mes, una pareja del mismo sexo se casó en Halmahera Central, Molucas Septentrionales, y uno de los miembros de la pareja se vistió de mujer. La Oficina Regional del Ministerio de Asuntos Religiosos solicitó la anulación del matrimonio tras descubrir que ambos cónyuges eran hombres, argumentando que la ceremonia "violaba la sharia religiosa y cultural de la comunidad".

## Opinión pública
Una encuesta en línea realizada por la Asociación Internacional de Lesbianas, Gays, Bisexuales, Trans e Intersex (ILGA) en octubre de 2016 concluyó que el 69% de los encuestados estaba en contra de la legalización del matrimonio entre personas del mismo sexo, mientras que el 14% la apoyaba y el 17% era neutral.
Una encuesta del Pew Research Center realizada entre febrero y mayo de 2023 mostró que el 5% de los indonesios apoyaba el matrimonio entre personas del mismo sexo (el 3% "firmemente" y el 2% "algo"), mientras que el 92% se oponía (el 88% "firmemente" y el 4% "algo") y el 3% estaba indeciso o no respondió. Este nivel de apoyo fue el más bajo entre los seis países del sudeste asiático encuestados, detrás de Vietnam con el 65%, Tailandia con el 60%, Camboya con el 57%, Singapur con el 45% y Malasia con el 17%.